# Magyarország a 2022-es úszó-Európa-bajnokságon
Magyarország a Rómában megrendezett 2022-es úszó-Európa-bajnokság egyik részt vevő nemzete.

## Versenyzők száma
| Sportág, szakág  | Magyar résztvevő | Magyar résztvevő | Magyar résztvevő |
| ---------------- | ---------------- | ---------------- | ---------------- |
| Sportág, szakág  | Férfi            | Nő               | Össz.            |
| Úszás            | 12               | 13               | 25               |
| Nyílt vízi úszás | 4                | 4                | 8                |
| Szinkronúszás    | 0                | 10               | 10               |
| Műugrás          | 0                | 2                | 2                |
| Összesen         | 16               | 29               | 45               |

## Érmesek
| Érem  | Versenyző                                                                             | Versenyszám      | Versenyszám           | Dátum         |
| ----- | ------------------------------------------------------------------------------------- | ---------------- | --------------------- | ------------- |
| Arany | Németh Nándor Márton Richárd Holló Balázs Milák Kristóf Mészáros Dániel               | úszás            | Férfi 4 × 200 m gyors | augusztus 11. |
| Arany | Mihályvári-Farkas Viktória                                                            | úszás            | Női 400 m vegyes      | augusztus 13. |
| Arany | Milák Kristóf                                                                         | úszás            | Férfi 100 m pillangó  | augusztus 14. |
| Arany | Milák Kristóf                                                                         | úszás            | Férfi 200 m pillangó  | augusztus 16. |
| Arany | Kós Hubert                                                                            | úszás            | Férfi 200 m vegyes    | augusztus 17. |
| Ezüst | Verrasztó Dávid                                                                       | úszás            | Férfi 400 m vegyes    | augusztus 11. |
| Ezüst | Kovács Benedek                                                                        | úszás            | Férfi 200 m hát       | augusztus 13. |
| Ezüst | Milák Kristóf                                                                         | úszás            | Férfi 100 m gyors     | augusztus 13. |
| Ezüst | Jakabos Zsuzsanna                                                                     | úszás            | Női 400 m vegyes      | augusztus 13. |
| Ezüst | Németh Nándor Szabó Szebasztián Mészáros Dániel Milák Kristóf                         | úszás            | Férfi 4 × 100 m gyors | augusztus 14. |
| Ezüst | Mihályvári-Farkas Viktória                                                            | úszás            | Női 1500 m gyors      | augusztus 15. |
| Ezüst | Márton Richárd                                                                        | úszás            | Férfi 200 m pillangó  | augusztus 16. |
| Ezüst | Betlehem Dávid Olasz Anna Rasovszky Kristóf Rohács Réka                               | nyílt vízi úszás | Csapat                | augusztus 21. |
| Bronz | Pádár Nikolett Hosszú Katinka Ábrahám Lilla Késely Ajna Jakabos Zsuzsanna Molnár Dóra | úszás            | Női 4 × 200 m gyors   | augusztus 11. |
| Bronz | Molnár Dóra                                                                           | úszás            | Női 200 m hát         | augusztus 12. |
| Bronz | Késely Ajna                                                                           | úszás            | Női 400 m gyors       | augusztus 17. |

## Úszás
Férfi
| Versenyző                                                               | Versenyszám     | Előfutam   | Előfutam   | Előfutam   | Elődöntő | Elődöntő | Elődöntő | Döntő   | Döntő    |
| Versenyző                                                               | Versenyszám     | Idő        | Hely.      | Össz.      | Idő      | Hely.    | Össz.    | Idő     | Helyezés |
| ----------------------------------------------------------------------- | --------------- | ---------- | ---------- | ---------- | -------- | -------- | -------- | ------- | -------- |
| Holló Balázs                                                            | 400 m gyors     | nem indult | nem indult | nem indult |          |          |          | kiesett | kiesett  |
| Kós Hubert                                                              | 100 m pillangó  | 51,88      | 2.         | 4.         | 51,69    | 3.       | 8.       | 51,33   | 4.       |
| Kós Hubert                                                              | 200 m hát       | 1:58,15    | 1.         | 5.         | 1:57,68  | 2.       | 3.       | 1:57,84 | 8.       |
| Kós Hubert                                                              | 200 m vegyes    | 2:00,65    | 2.         | 4.         | 1:59,38  | 1.       | 2.       | 1:57,72 |          |
| Kós Hubert                                                              | 400 m vegyes    | 4:17,22    | 3.         | 4.         |          |          |          | 4:13,77 | 4.       |
| Kovács Benedek                                                          | 50 m hát        | 25,73      | 2.         | 25.        | kiesett  | kiesett  | kiesett  | kiesett | kiesett  |
| Kovács Benedek                                                          | 100 m hát       | 54,67      | 4.         | 14.        | 54,47    | 6.       | 12.      | kiesett | kiesett  |
| Kovács Benedek                                                          | 200 m hát       | 1:56,81    | 1.         | 2.         | 1:57,83  | 3.       | 5.       | 1:56,03 |          |
| Márton Richárd                                                          | 200 m gyors     | 1:48,13    | 6.         | 12.        | kiesett  | kiesett  | kiesett  | kiesett | kiesett  |
| Márton Richárd                                                          | 200 m pillangó  | 1:55,49    | 1.         | 3.         | 1:55,36  | 2.       | 4.       | 1:54.78 |          |
| Mészáros Dániel                                                         | 100 m gyors     | 49,98      | 5.         | 35.        | kiesett  | kiesett  | kiesett  | kiesett | kiesett  |
| Mészáros Dániel                                                         | 200 m gyors     | 1:50,60    | 6.         | 28.        | kiesett  | kiesett  | kiesett  | kiesett | kiesett  |
| Mészáros Dániel                                                         | 400 m gyors     | 3:54,70    | 7.         | 26.        |          |          |          | kiesett | kiesett  |
| Milák Kristóf                                                           | 100 m gyors     | 48,88      | 4.         | 12.        | 47,76    | 1.       | 2.       | 47,47   |          |
| Milák Kristóf                                                           | 200 m gyors     | 1:46,26    | 1.         | 1.         | 1:47,37  | 4.       | 10.      | kiesett | kiesett  |
| Milák Kristóf                                                           | 100 m pillangó  | 51,82      | 2.         | 3.         | 51,01    | 1.       | 1.       | 50,33   |          |
| Milák Kristóf                                                           | 200 m pillangó  | 1:54,97    | 1.         | 1.         | 1:53,97  | 1.       | 1.       | 1:52,01 |          |
| Németh Nándor                                                           | 100 m gyors     | 48,32      | 3.         | 5.         | 48,22    | 3.       | 7.       | 48,01   | 5.       |
| Németh Nándor                                                           | 200 m gyors     | 1:48,04    | 4.         | 10.        | 1:47,15  | 6.       | 9.       | kiesett | kiesett  |
| Szabó Szebasztián                                                       | 50 m pillangó   | 23,49      | 2.         | 9.         | 23,36    | 5.       | 7.       | 23,62   | 8.       |
| Szabó Szebasztián                                                       | 50 m gyors      | 22,22      | 6.         | 13.        | 22,13    | 7.       | 14.      | kiesett | kiesett  |
| Telegdy Ádám                                                            | 200 m hát       | 1:58,88    | 3.         | 8.         | kiesett  | kiesett  | kiesett  | kiesett | kiesett  |
| Verrasztó Dávid                                                         | 200 m mell      | 2:13,81    | 5.         | 14.        | 2:12,64  | 6.       | 12.      | kiesett | kiesett  |
| Verrasztó Dávid                                                         | 200 m pillangó  | 1:57,65    | 4.         | 9.         | kiesett  | kiesett  | kiesett  | kiesett | kiesett  |
| Verrasztó Dávid                                                         | 400 m vegyes    | 4:15,52    | 1.         | 1.         |          |          |          | 4:12,58 |          |
| Zombori Gábor                                                           | 200 m mell      | 2:13,93    | 6.         | 16.        | 2:13,47  | 8.       | 15.      | kiesett | kiesett  |
| Zombori Gábor                                                           | 400 m gyors     | 3:53,84    | 8.         | 22.        |          |          |          | kiesett | kiesett  |
| Németh Nándor Szabó Szebasztián Mészáros Dániel Milák Kristóf           | 4 × 100 m gyors | 3:14,62    | 1.         | 1.         |          |          |          | 3:12,43 |          |
| Németh Nándor Márton Richárd Holló Balázs Milák Kristóf Mészáros Dániel | 4 × 200 m gyors | 7:15,91    | 6.         | 6.         |          |          |          | 7:05,38 |          |

Női
| Versenyző                                                                             | Versenyszám      | Előfutam     | Előfutam     | Előfutam     | Elődöntő     | Elődöntő     | Elődöntő     | Döntő    | Döntő    |
| Versenyző                                                                             | Versenyszám      | Idő          | Hely.        | Össz.        | Idő          | Hely.        | Össz.        | Idő      | Helyezés |
| ------------------------------------------------------------------------------------- | ---------------- | ------------ | ------------ | ------------ | ------------ | ------------ | ------------ | -------- | -------- |
| Fábián Bettina                                                                        | 400 m gyors      | 4:10,46      | 2.           | 3.           |              |              |              | 4:08,63  | 4.       |
| Fábián Bettina                                                                        | 800 m gyors      | 8:40,83      | 6.           | 11.          |              |              |              | kiesett  | kiesett  |
| Fábián Bettina                                                                        | 1500 m gyors     | 16:39,39     | 4.           | 10.          |              |              |              | kiesett  | kiesett  |
| Hosszú Katinka                                                                        | 200 m pillangó   | 2:13,59      | 3.           | 11.          | 2:14,54      | 6.           | 13.          | kiesett  | kiesett  |
| Hosszú Katinka                                                                        | 200 m vegyes     | 2:13,79      | 2.           | 3.           | 2:12,52      | 1.           | 3.           | 2:14,37  | 8.       |
| Hosszú Katinka                                                                        | 400 m vegyes     | 4:45,07      | 2.           | 4.           |              |              |              | kiesett  | kiesett  |
| Jakabos Zsuzsanna                                                                     | 200 m pillangó   | 2:11,02      | 2.           | 6.           | 2:10,77      | 3.           | 6.           | 2:09,03  | 5.       |
| Jakabos Zsuzsanna                                                                     | 400 m vegyes     | 4:41,30      | 1.           | 2.           |              |              |              | 4:39,79  |          |
| Késely Ajna                                                                           | 200 m gyors      | 2:01,08      | 4.           | 14.          | visszalépett | visszalépett | visszalépett | kiesett  | kiesett  |
| Késely Ajna                                                                           | 400 m gyors      | 4:11,81      | 3.           | 7.           |              |              |              | 4:08,00  |          |
| Késely Ajna                                                                           | 1500 m gyors     | 16:44,16     | 6.           | 12.          |              |              |              | kiesett  | kiesett  |
| Mihályvári-Farkas Viktória                                                            | 400 m gyors      | 4:13,76      | 1.           | 9.           |              |              |              | kiesett  | kiesett  |
| Mihályvári-Farkas Viktória                                                            | 1500 m gyors     | 16:09,87     | 2.           | 2.           |              |              |              | 16:02,15 |          |
| Mihályvári-Farkas Viktória                                                            | 400 m vegyes     | 4:41,01      | 1.           | 1.           |              |              |              | 4:37,56  |          |
| Molnár Dóra                                                                           | 100 m hát        | 1:01,62      | 5.           | 16.          | 1:01,13      | 7.           | 12.          | kiesett  | kiesett  |
| Molnár Dóra                                                                           | 200 m hát        | 2:09,53      | 1.           | 2.           | 2:09,88      | 2.           | 4.           | 2:09,73  |          |
| Nyirádi Réka                                                                          | 200 m hát        | 2:12,42      | 1.           | 8.           | kiesett      | kiesett      | kiesett      | kiesett  | kiesett  |
| Nyirádi Réka                                                                          | 200 m pillangó   | nem indult   | nem indult   | nem indult   | kiesett      | kiesett      | kiesett      | kiesett  | kiesett  |
| Nyirádi Réka                                                                          | 400 m vegyes     | nem indult   | nem indult   | nem indult   | kiesett      | kiesett      | kiesett      | kiesett  | kiesett  |
| Pádár Nikolett                                                                        | 100 m gyors      | 55,66        | 4.           | 13.          | visszalépett | visszalépett | visszalépett | kiesett  | kiesett  |
| Pádár Nikolett                                                                        | 200 m gyors      | 1:59,62      | 4.           | 5.           | 1:57,80      | 3.           | 5.           | 1:58.87  | 8.       |
| Sebestyén Dalma                                                                       | 100 m pillangó   | 59,39        | 5.           | 16.          | visszalépett | visszalépett | visszalépett | kiesett  | kiesett  |
| Sebestyén Dalma                                                                       | 200 m pillangó   | nem indult   | nem indult   | nem indult   | kiesett      | kiesett      | kiesett      | kiesett  | kiesett  |
| Sebestyén Dalma                                                                       | 200 m vegyes     | 2:15,11      | 3.           | 10.          | 2:13,26      | 4.           | 8.           | 2:13,45  | 7.       |
| Senánszky Petra                                                                       | 50 m gyors       | 25,26        | 4.           | 10.          | 25,10        | 5.           | 9.           | kiesett  | kiesett  |
| Szabó-Feltóthy Eszter                                                                 | 50 m hát         | 29,96        | 5.           | 34.          | kiesett      | kiesett      | kiesett      | kiesett  | kiesett  |
| Szabó-Feltóthy Eszter                                                                 | 100 m hát        | 1:02,63      | 8.           | 26.          | kiesett      | kiesett      | kiesett      | kiesett  | kiesett  |
| Szabó-Feltóthy Eszter                                                                 | 200 m hát        | 2:10,17      | 2.           | 3.           | 2:09,80      | 2.           | 2.           | 2:10,23  | 4.       |
| Pádár Nikolett Gyurinovics Fanni Senánszky Petra Molnár Dóra                          | 4 × 100 m gyors  |              |              |              |              |              |              | 3:39,42  | 5.       |
| Pádár Nikolett Hosszú Katinka Ábrahám Lilla Késely Ajna Jakabos Zsuzsanna Molnár Dóra | 4 × 200 m gyors  | 8:01,05      | 1.           | 1.           |              |              |              | 7:55,73  |          |
|                                                                                       | 4 × 100 m vegyes | nem indultak | nem indultak | nem indultak |              |              |              | kiesett  | kiesett  |

Vegyes
| Versenyző                                                                                                  | Versenyszám     | Előfutam | Előfutam | Előfutam | Elődöntő | Elődöntő | Elődöntő | Döntő   | Döntő    |
| Versenyző                                                                                                  | Versenyszám     | Idő      | Hely.    | Össz.    | Idő      | Hely.    | Össz.    | Idő     | Helyezés |
| --- | --------------- | -------- | -------- | -------- | -------- | -------- | -------- | ------- | -------- |
| Szabó Szebasztián Mészáros Dániel Ábrahám Lilla Gyurinovics Fanni Németh Nándor Pádár Nikolett Molnár Dóra | 4 × 100 m gyors | 3:28,34  | 1.       | 4.       |          |          |          | 3:26,54 | 7.       |
| Zombori Gábor Mészáros Dániel Hosszú Katinka Jakabos Zsuzsanna Márton Richárd Pádár Nikolett Ábrahám Lilla | 4 × 200 m gyors | 7:41,87  | 6.       | 6.       |          |          |          | 7:34,55 | 4.       |

## Nyílt vízi úszás
Férfi
| Versenyző         | Versenyszám | Idő           | Helyezés      |
| ----------------- | ----------- | ------------- | ------------- |
| Betlehem Dávid    | 10 km       | 1:52:09,8     | 9.            |
| Betlehem Dávid    | 5 km        | 52:34,6       | 7.            |
| Rasovszky Kristóf | 5 km        | 52:34,0       | 6.            |
| Rasovszky Kristóf | 10 km       | 1:51:04,9     | 6.            |
| Gálicz Péter      | 10 km       | 2:10:14,7     | 21.           |
| Gálicz Péter      | 25 km       | nem ért célba | nem ért célba |
| Sárkány Zalán     | 25 km       |               | 8.            |

A félbeszakított 25 km-es versenyek végeredményét 2022 novemberében állapította meg a LEN.
Női
| Versenyző     | Versenyszám | Idő       | Helyezés |
| ------------- | ----------- | --------- | -------- |
| Rohács Réka   | 10 km       | 2:03:22,3 | 10.      |
| Olasz Anna    | 10 km       | 2:01:33,4 | 6.       |
| Balogh Vivien | 10 km       | 2:07:11,2 | 15.      |
| Balogh Vivien | 25 km       |           | 6.       |
| Vas Luca      | 25 km       |           | 9.       |

A félbeszakított 25 km-es versenyek végeredményét 2022 novemberében állapította meg a LEN.
Csapat
| Versenyző                                               | Versenyszám | Idő     | Helyezés |
| ------------------------------------------------------- | ----------- | ------- | -------- |
| Betlehem Dávid Olasz Anna Rasovszky Kristóf Rohács Réka | Csapat      | 59:53,9 |          |

## Műugrás
Női
| Versenyző                    | Versenyszám          | Selejtező | Selejtező | Döntő   | Döntő    |
| Versenyző                    | Versenyszám          | Pont      | Hely.     | Pont    | Helyezés |
| ---------------------------- | -------------------- | --------- | --------- | ------- | -------- |
| Mosena Estilla               | 1 m műugrás          | 181,80    | 23.       | kiesett | kiesett  |
| Mosena Estilla               | 3 m műugrás          | 232,75    | 13.       | kiesett | kiesett  |
| Mosena Estilla Kovács Eszter | 3 m szinkron műugrás |           |           | 215,85  | 8.       |

## Szinkronúszás
| Versenyző | Versenyszám           | Selejtező | Selejtező | Döntő   | Döntő   |
| Versenyző | Versenyszám           | Pont      | Hely      | Pont    | Hely    |
| --- | --------------------- | --------- | --------- | ------- | ------- |
| Hungler Szabina | Egyéni szabad program | 74,2667   | 16.       | kiesett | kiesett |
| Gács Boglárka Farkas Dóra Linda | Páros rövid program   |           |           | 76,5595 | 12.     |
| Apáthy Anna Barta Niké Farkas Dóra Linda Gács Boglárka Götz Lilien Hatala Hanna Hungler Szabina Makai Cintia Szakáll Panna Szórát Léna | Highlight kűr         |           |           | 78,5667 | 4.      |
| Apáthy Anna Barta Niké Farkas Dóra Linda Gács Boglárka Götz Lilien Hatala Hanna Hungler Szabina Makai Cintia Szakáll Panna Szórát Léna | Kombinációs kűr       |           |           | 79,4667 | 6.      |